# Sint-Bernadettekerk (Spoordonk)
De Sint-Bernadettekerk is een kerkgebouw in Spoordonk in de gemeente Oirschot in de Nederlandse provincie Noord-Brabant. De kerk ligt aan de Bernadettestraat met aan de noordzijde een open ruimte in de vorm van een grasveld en vormt het middelpunt van het dorp. Vanaf de doorgaande weg door het dorp (Spoordonkseweg) heeft men zo zicht op kerk. Aan de zuidzijde van de kerk ligt het kerkhof.
De kerk is gewijd aan Sint-Bernadette.

## Geschiedenis
Op 20 september 1934 vervulde de bisschop de wens van de inwoners van Spoordonk en gaf hen toestemming om een eigen parochie te vormen, nadat de inwoners dit al een halve eeuw wilden. De bouwpastoor Jan van Gestel, die tevens kapelaan in Oirschot was, kreeg daarbij als opdracht van de bisschop mee om een kerk en een parochie te gaan bouwen. In het dorp was er in die tijd nog geen verenigingsleven. Over waar de kerk en de pastorie gebouwd moesten gaan worden was er veel verschil van mening.
In augustus 1935 werd de eerste steen gelegd van de kerk waarna het gebouw gebouwd werd naar het ontwerp van architect A.J.M. Rats uit Blerick. De kerk moest eigenlijk een 'romaanse' kerk worden gebaseerd op Rats' pas voltooide kerk te Hout-Blerick, omdat men vond dat de stijl van die kerk het beste paste in het landschap van Spoordonk, maar de resulterende kerk had weinig met dit gebouw gemeen. De kosten van de kerk met toren en pastorie bedroegen uiteindelijk 60.000 gulden.
Op 28 september 1936 werd de kerk ingewijd, waarbij men koos voor de heilige Bernadette als patroonheilige. Het plein voor de kerk werd gebaseerd op de markt van Oirschot. Ten behoeve van de aanleg van het plein, de tuin en het kerkhof werd door plaatselijke boeren 10.000 karren zand versjouwd, zodat de kosten tot 300 gulden beperkt bleven.
In november 1936 werd het kerkhof gewijd.
De pastoor zorgde ervoor dat in Spoordonk een bloeiend parochie- en verenigingsleven ontstond.
Tijdens de Tweede Wereldoorlog werden duizenden Oirschottenaren op bevel geëvacueerd naar Oisterwijk of Haaren, waarbij drieduizend van deze evacués bleven hangen in Spoordonk tot aan het einde van de Duitse bezetting. In die tijd vonden twintig zusters Carmelitessen in de pastorie en de kerk onderdak.
Op 21 oktober 1944 kwamen er granaten terecht op de kerk en de pastorie.
Op 25 oktober 1944 werd Spoordonk in de namiddag bevrijd.
In de jaren vijftig werd de kerk verder verfraaid.
Op 8 juni 2019, pinksterzaterdag, zal de laatste mis worden gehouden in de Sint-Bernadettekerk. De kerk wordt dan na net geen 83 jaar onttrokken aan de Rooms Katholieke eredienst. Drie weken later, per 1 juli 2019, wordt het godshuis in eigendom overgedragen aan de Spoordonkse gemeenschap om vervolgens omgebouwd te worden tot het nieuwe dorpshuis. 

## Opbouw
Het gebouw is een georiënteerd bakstenen kerkgebouw met een lage torenachtige constructie in het westen diendende als inkom, een schip met vijf traveeën, een driezijdig gesloten koor met twee traveeën en een aan de zuidzijde tegen het koor gebouwde toren. De toren heeft vier geledingen en wordt gedekt door een tentdak. In de bovenste geleding bevinden zich aan iedere zijde dubbele spitsboogvormige galmgaten. De toren heeft overhoekse steunberen die reiken tot aan de galmgaten. Het schip en het koor worden gedekt onder een samengesteld zadeldak. De kerk is gebouwd in een aan de Delftse School verwante traditionalistische stijl.

## Verering
In de periode 1948 tot in de jaren vijftig werd de Bernadettekerk gebruikt als bedevaartsoord in de tijd na Pasen. Op de twee achtereenvolgende zondagen zat de kerk dan vol met pelgrims die van ver buiten Spoordonk afkomstig waren.